# 白喉噪鹛
白喉噪鹛（学名：Pterorhinus albogularis），舊稱白喉笑鶇，俗稱山烏、山鶘、珊瑚鳥，是噪鹛科黑喉噪鹛属的一种鸟类。

## 形态
白喉噪鹛是一种中等体型的森林鸟类。主要形态特征是其喉部及上胸部的白色羽毛，以及外侧四对尾羽具宽阔白色端斑。其性格胆怯但十分喧闹，通常成群活动，栖息于森林的树冠或茂密的灌木丛中。

## 分布地域
中國西藏（聂拉木至波密）、云南、四川、陕西（南部）、甘肃（东南部）、青海（西宁）、巴基斯坦、印度（北部）、尼泊尔、锡金、不丹、越南（西北部）。
分布於台灣的族群現今已被歸類為獨立物種，即台灣白喉噪鶥。